# 인민일보
《인민일보》(중국어 간체자: 人民日报, 정체자: 人民日報, 병음: Rénmín Rìbào 런민르바오[*])는 1948년 6월 15일 허베이성에서 창간된 중화인민공화국의 신문 중 하나로, 중국공산당 중앙위원회에서 발행한다. 1949년 3월 본사를 베이징시로 이전했다. 1949년 8월에는 중국 공산당의 공식 기관지가 된다. 1985년 7월 첫 발행해 다언어로 해외에 있는 구독자를 겨냥한 신문도 발행하고 있다.
정치성을 띈 기사를 중점으로 주요 당국자들의 발언, 중국 공산당의 정책 홍보에 많은 지면을 할애한다. 사설은 공산당의 주장을 대내외에 표명하는 것으로 매우 중시되고 있다.

## 인민망(人民网)
1997년 1월 1일에 개통된 인민망(人民網-people.com.cn)은 인민일보(人民日報)가 뉴스를 중심으로 구축한 대형 온라인 정보 공유 플랫폼이자 인민일보사가 출자한 언론문화 상장기업으로 글로벌 인터넷상에서도 세계 최고의 온라인 포털 언론매체이다.
인민망은 중국어판 외에 7종 소수민족 언어, 9종 외국어판을 지원해 12차례 중국신문상 1등 상을 받았다. 국가 중점 뉴스 웹사이트의 선두주자이자 최초로 상장된 중앙 인터넷미디어로 인민망은 최고의 콘텐츠 제작을 위해 뉴스 취재, 인터넷 논평, 온라인 대담, 온라인 포럼, 영상 생중계, 모바일 뉴스를 상호 융합해 신속, 권위, 심도 있는 올미디어 뉴스 보도 방식을 구축했다. 무인기, 가상현실(VR), 증강현실(AR), 모바일 생중계 등 새로운 기술과 형식을 보도에 활용해 뉴스 보도의 흡입력과 호소력을 높였다. 210여 개 국가와 지역에 분포하고 있는 약 2억 5,800만 명의 네티즌들이 매일 사이트에 접속하고 있다.
인민망에는 ‘강국포럼(強國論壇)’, ‘지방관료게시판’, ‘고위급 대담’, ‘일대일로 올미디어 플랫폼’, ‘인민망여론데이터센터(人民網與情數據中心)’, 모바일인민망, 법인웨이보, 웨이신(위챗) 등의 브랜드 채널이 있고, 중공중앙 승인으로 ‘중국공산당신문망’을 비롯한 ‘중국인민대표대회신문망’, ‘중국정협신문망’, ‘과학보급중국’ 등 다양한 전문 사이트를 운영한 동시에 17차, 18차, 19차 당대회 프레스센터 공식사이트, 19차 당대회 프레스센터 웨이신 공식계정 및 ‘일대일로’ 국제협력 정상포럼 공식사이트와 다양한 당 주제교육행사 공식사이트를 운영하며, 여기에 12개 중앙 부위(部委: 국무원 산하의 부와 위원회) 사이트까지 성공적으로 구축했다.
인민망은 당과 국가 거버넌스의 중요한 자원 및 수단인 동시에 ‘온라인 인민일보’로 인터넷 여론에서 ‘길잡이’, ‘선두주자’, ‘든든한 버팀목’ 역할을 하고 있다.
‘모바일 인민망’은 2005년에 개통, 주류 언론매체 중 최초의 모바일 사이트다. 인민망 법인웨이보 3대 플랫폼의 팔로워 수가 8296만 명이며, 모든 사이트의 공식 웨이보 계정을 통들어 가장 많다. 인민망 법인웨이신의 현재 팔로워 수는 560만 명이 넘는다. 또한 인민망은 Facebook, Twitter, Line, VK 등 해외 소셜네트워크에도 다양한 언어로 계정을 만들어 해외 전파력과 영향력을 높이는 중요한 루트를 확보했다. 인민망에서 운영하는 인민일보 Facebook과 Twitter 영문 계정 팔로워 수가 4600만 명을 넘어서 팔로워 수, 커뮤니케이션 빈도 수, 활성화 측면에서 전 세계 신문 계정 중 최고를 자랑한다.
인민망은 주류 홍보지역을 적극 확장하고, 업무의 다원화를 추구해 31개 성•시•자치구에 지방채널을 구축하고 있다. 산하에는 피플온라인(人民在線), 피플영상정보(人民視訊), 환구망(環球網), 해외망(海外網), 진타이창업투자공사(金台創業投資公司), 인민건강, 인민과학기술, 인민체육 등 주식회사를 두고 있으며, 일본 도쿄, 미국 뉴욕, 미국 샌프란시스코, 한국 서울, 영국 런던, 러시아 모스크바, 남아공 요하네스버그, 호주 시드니, 프랑스 파리, 북유럽 스웨덴을 비롯한 홍콩 지역 등 10개 국가와 지역에도 11개 지사 및 사무소를 세웠다.
2012년 4월 27일, 인민망은 상하이증권거래소 상장(주식코드 ‘603000’)과 더불어 국내 A주식시장에 상장된 최초의 인터넷미디어가 되었다. 상장 이후 인민망은 전문적이고 온건적인 운영 방식으로 기업 거버넌스를 개선하고, 운영 시스템을 체계화하며, 과학적인 업무 기획과 국유자산의 가치 향상을 실현해 투자자들에게 적극 보답함으로 중국 주식시장에서 좋은 기업 이미지를 수립했고, 더불어 업계를 이끄는 상장기업으로 발돋음했다.
인민망은 기업문화 건설을 중시하며, 인재 개발과 육성은 물론 정신문명 건설에도 힘써 조화롭고 효율성 높은 업무 분위기를 형성해 다년간 연속으로 ‘인터넷 업계 자율 공헌상’, ‘전국 정신문명(精神文明) 건설사업 선진기관’, ‘전국 모범 직원 패밀리’, ‘전국 청년 문명기관’, ‘2017 세계 500대 미디어’, ‘2016년 중국 인터넷 100대 기업’ 등 전국 및 글로벌 수상의 영예도 안았다. 다년간 중국 뉴스사이트 전파력 부문 1위 자리를 지키고 있다.

## 같이 보기
- 환구시보(环球时报/環球時報)
- 로동신문